# هامباگ (آریزونا)
هامباگ (به انگلیسی: Humbug) یک منطقهٔ مسکونی در ایالات متحده آمریکا است که در آریزونا واقع شده‌است. هامباگ ۷۵۰ متر بالاتر از سطح دریا واقع شده‌است.